# Búger
Búger är en kommun i Spanien. Den ligger i den autonoma regionen Balearerna i östra delen av landet. Antalet invånare är 1 199 (2024). Búger ligger på ön Mallorca.